# Cissus cacuminis
Cissus cacuminis är en vinväxtart som beskrevs av Paul Carpenter Standley. Cissus cacuminis ingår i släktet Cissus och familjen vinväxter. Inga underarter finns listade i Catalogue of Life.